# 13 parancsolat
A 13 parancsolat (hollandul: 13 Geboden) egy belga krimisorozat, amelyet 2018-ban mutattak be a VTM-en. Magyarországon a Netflixen érhető el a következő hangokkal: angol, flamand (eredeti), flamand (hangos kommentárral), francia, német. Feliratok: angol, flamand, francia, magyar, német.
| Műfaj                 | Krimi, Thriller                                 |
| Írók                  | Rita Bossaer, Dirk Nielandt, Lieven Scheerlinck |
| Rendező               | Maarten Moerkerke                               |
| Főszerepben           | Dirk van Dijck, Marie Vinck, Karlijn Sileghem   |
| Ország                | Belgium                                         |
| Eredeti nyelv         | Holland                                         |
| Évadok száma          | 1                                               |
| Epizódok száma        | 13                                              |
| Játékidő epizódonként | 46 perc                                         |
| Bemutatás dátuma      | 2018-09-10                                      |
| TV csatorna           | VTM                                             |
| Főcímdal              | Sandrine van Handenhoven – Sinnerman            |
| Korhatáros besorolás  | 16                                              |

## Cselekmény
Vicky Degraeve (Marie Vinck) és Peter Devriendt (Dirk van Dijck) nyomozók egy brutálisan meggyilkolt 16 éves török lány (Esmé Bamerni) ügyében nyomoznak. Nem sokkal később feltűnik a színen a magát csak „Mózesként” megjelölő sorozatgyilkos, aki a 10 parancsolatot veszi indoklásként a tetteihez. A nyomozók minden energiájukat „Mózes” becserkészésére fordítják. Ez idő alatt betekintést is nyerhetünk a nyomozók személyes drámáiba, valamint a sajtó és a hatóságok közti viharos viszonyba. Minél tovább marad „Mózes” szabadlábon, a hatóságok és a lakosság annál inkább veszít a türelméből. „Mózes” nem a hagyományos értelemben vett sorozatgyilkos, elrabolja, megkínozza áldozatait, de közvetlenül nem minden esetben öli meg őket: eléri, hogy az áldozat idővel öngyilkos legyen. Ez csak az első 10 áldozatnál van így, a maradék három esetében nem ír fel parancsolatot a helyszínre, és itt már meg is öli az áldozatokat. Röviden összefoglalva módszert vált. Mivel „Mózes” áldozatai között van gyermekmolesztáló, erőszaktevő, és gyilkos is, ezért „Mózes” körül egy szimpatizáns kör, egy „rajongótábor” is kialakul.
| Szereplők             |                       | |
| Színész               | Karakter              | Rövid jellemzés |
| Marie Vinck           | Vicky Degraeve        | Korábban a különleges egységnél szolgált, de egy két évvel ezelőtti baleset szövődményei miatt átkerült a nyomozói osztályra.                                         |
| Dirk van Dijck        | Peter Devriendt       | Nyugalmazás előtt álló rendőrnyomozó, minimális korrupt hajlamokkal, és elvált feleséggel, de mindezek ellenére maximális odaadással végzi a munkáját.                |
| Bert Haelvoet         | Simon Roelandts       | Peter korábbi társa, általában humorral kezeli a munkájának stresszes oldalát, de mégsem felelőtlenül.                                                                |
| Tom Ternest           | Marnix Santermans     | Simon jelenlegi társa, kényszerből lett rendőr, és még tapasztalatlan, éppen ezért kissé hanyag, de törekszik arra, hogy megfeleljen.                                 |
| Karlijn Sileghem      | Liesbet Dujardin      | Szigorú, tréfát nem ismerő rendőrfőparancsnok nő, de ugyanakkor hajlik az együttműködésre is.                                                                         |
| Line Pillet           | Sara Devriendt        | Peter enyhén zűrös életű, de nyugalomra, és biztonságra vágyó kamaszkor és fiatal felnőttkor között álló lánya.                                                       |
| Katelijne Verbeke     | Chantal Theunissen    | Sara anyja, Peter volt felesége, Sara érdekében barátságos viszonyban áll Peterrel.                                                                                   |
| Gökhan Girginol       | Hristo Bodurov        | Bolgár menekült, priuszos előélettel, aki Peter informátora, letelepedési engedélyért cserébe.                                                                        |
| Hans De Munter        | Geores Degraeve       | Ingatlanüzlettel foglalkozik, sikeres üzletember, de lányával, Vicky-vel felhős és hideg a kapcsolatuk.                                                               |
| Lola Rose Delany      | Blue                  | Peter szomszédságában élő elhanyagolt kislány, akit később Peter pártfogásba vesz, tanítgatja, vendégül látja, és foglalkozik vele.                                   |
| Kim Hertogs           | Kelly                 | Blue hanyag édesanyja. |
| Ella Leyers           | Paulien Rooze         | Tolószékbe kényszerült számítástechnikai szakértő a rendőri állományban. Az ő feladata az interneten, illetve a modern technológia révén hagyott nyomok elemzése.     |
| Karen van Parijs      | Vicky anyja           | Kómában fekszik egy közúti baleset miatt. |
| Leo Achten            | Peter apja            | Erről a karakterről nem tudunk meg túl sokat, csak annyit, hogy elhunyt. Peter sosem említ pontos részleteket ezzel kapcsolatban.                                     |
| Jeroen Perceval       | Felix Monnet          | Helyi bronzöntő, és művészlélek, akivel a későbbiek során Vicky különleges viszonyba keveredik.                                                                       |
| Ludo Hoogmartens      | Jos Schatteman        | Teológiaprofesszor, aki minden tudását felhasználva igyekszik „Mózes” hitvilágát és motivációját megérteni, ezzel járul hozzá civil emberként a nyomozáshoz.          |
| Koen van Impe         | Tony Vermeire         | Különleges ügynök, akit egy magasabb szintű nyomozás érdekében vontak be, teljesen újszerű megközelítést alkalmaz a „Mózes-ügyben”.                                   |
| Hilde De Baerdemaeker | Sofie Vandekerckhoven | Hristo ügyvédje, és „Mózes” egyik túlélője. Minden erejével „Mózes” lebuktatásához asszisztál a rendőrségnek.                                                         |
| Roy Aernouts          | Mike De Meyer         | Blue mostohaapja, aki nagyon durván, hidegen bánik Blue-val. |
| Matthieu Sys          | Lukas Heyde           | „Mózes” egyik szimpatizánsa, viszonylag későn, az első évad hetedik részében látható először.                                                                         |
| Johan Knuts           | Jacob Moreels         | Nyíltan szimpatizál „Mózessel” sőt a médiában is hangot ad ennek. Lukas-szal egy epizódban jelenik meg. Egy „kommunának” nevezett szektát vezet „Mózes” tiszteletére. |

A következő táblázat helyenként részletes cselekményleírást tartalmazhat!
| Epizódok | |
| 1        | Két nyomozó, Peter és Vicky, egy török lány meggyilkolásának ügyében nyomoz. Sor kerül egy kihallgatásra, de az epizód végén a gyanúsítottat brutálisan meggyilkolják (élve elégetik). Mindezeket megelőzően Peter egy titokzatos SMS-t kap, melynek szövege csak annyi: „Pokoli tűz”.                                                                                           |
| 2        | Vicky egyedül követi a nyomokat, Peter összekapcsolja a titokzatos SMS-t és a gyújtogatást, Joren Desment (Esmé volt barátja) kihallgatása pedig váratlan eredményt hoz: el kell engedniük a gyanúsítottat. Mr. Engelent kegyetlenül megcsonkítják: ismeretlen tettes kivágja a nyelvét. Mivel megosztó személyiség, így rengeteg a gyanúsított.                                 |
| 3        | A rejtélyes bűnöző „Mózesként” emlegeti magát, ezért jobb híján a hatóságok is. Előre megtervezett támadásaira tesz homályos utalásokat e-mailben. Peter és Vicky felkeresik az egyik lehetséges célpontot, de egy támadásra ennek ellenére is sor kerül. |
| 4        | A hatóságok éjszakába nyúlóan túlóráznak, hogy kiderítsék ki lehet „Mózes”, illetve mi lesz a következő lépése. Ez idő alatt „Mózes” rajongóra lel. Marnix egy akció során tévedésből ártatlan emberre lő. |
| 5        | Ebben az epizódban a rendőrség egyik fele Marnix sorsáról tanácskozik, a többiek pedig továbbra is „Mózes” közelébe próbálnak férkőzni. Kihallgatnak egy férfit, aki talán segített a sorozatgyilkosnak, de az is lehet, hogy csak egy rajongó. Ráadásul felbukkan egy titokzatos motoros, akiről úgy gondolják, hogy talán ő lehet „Mózes”. Az epizód Marnix elrablásával zárul |
| 6        | Előkerül egy videó Marnixról a fogságban, ahol beismeri azt a bizonyos véletlen gyilkosságot. Később „Mózes” újabb potenciális célpontjára kapunk utalást: ezúttal egy pedofil kerül a célkeresztbe. |
| 7        | Miután egy detektív elviszi a balhét, a csapat újult erővel kutat a pedofil után. Amikor a titokzatos férfi kiléte nyilvánosságra kerül, a tömeg átveszi az irányítást. Ezért kénytelenek bevonni a különleges egységet is a nyomozásba. |
| 8        | Peter a lánya helyzete miatt aggódik, de nincs rá sok ideje, hiszen előkerül egy gyanúsított, aki meglepő módon Peter informátora: Hristo Bodurov. De ezzel még nem zárhatják le az ügyet, mivel Hristo is gyilkosság áldozata lesz. |
| 9        | Schatteman professzoron úrrá lesz a pánik, mivel múltjának egy piszkos részlete miatt talán ő is „Mózes” célkeresztjébe kerülhet. Peter a családi ügyeit rendezi, mikor Vicky megdöbbentő híreket hoz. |
| 10       | A partvonalról berángatott Moreelt megbízzák egy feladattal, Peter predig ismét csatlakozik a nyomozáshoz. Tony egy kapucnis gyanúsított nyomába ered. Csak a nézők számára körvonalazódik határozottan „Mózes” kiléte, amiből arra következtethetünk, hogy Tony egyszerre jár közel, de ugyanakkor nagyon távol az igazságtól.                                                  |
| 11       | Egy fárasztó kihallgatás után Moreel az árulókkal veszekszik, és üzenetet kap „Mózestől”. Chantal furcsának gondolja Peter viselkedését. De az epizód végére mégis hősnek nyilvánítják. |
| 12       | Petert nyugdíjazzák, és az elvarratlan szálak lezárásával kezdi a nyugdíjas éveit. De a túlzott aktivitása felkelti Vicky gyanúját. |
| 13       | Vickyt növekvő gyanakvása egy korábbi emberrabláshoz tereli vissza. A gyilkosságok egyre kegyetlenebbek lesznek az elkerülhetetlen konfrontáció közeledtével. |

## Fordítás
Ez a szócikk részben vagy egészben  a(z)   13 Commandments című angol Wikipédia-szócikk ezen változatának fordításán alapul.  Az eredeti cikk szerkesztőit annak laptörténete sorolja fel. Ez a jelzés csupán a megfogalmazás eredetét és a szerzői jogokat jelzi, nem szolgál a cikkben szereplő információk forrásmegjelöléseként.